# Hispaniolagrottrall
Hispaniolagrottrall (Nesotrochis steganinos) är en förhistorisk utdöd fågel i familjen grottrallar inom ordningen tran- och rallfåglar. Fågeln beskrevs 1974 utifrån fragmentariska subfossila lämningar funna i grottor nära Saint-Michel de l'Atalaye i Haiti. Hispaniolagrottrallen var en liten flygoförmögen grottrall. Den är minst i sitt släkte, även om storleken varierar mellan de funna exemplaren. 